# Karen Clark
Karen Clark, född den 9 april 1972 i Montréal, Kanada, är en kanadensisk konstsimmare.
Hon tog OS-silver i lagtävlingen i konstsim i samband med de olympiska konstsimstävlingarna 1996 i Atlanta.